# Lidhorakhas
Lidhorakhas è una suddivisione dell'India, classificata come nagar panchayat, di 10.668 abitanti, situata nel distretto di Tikamgarh, nello stato federato del Madhya Pradesh. In base al numero di abitanti la città rientra nella classe IV (da 10.000 a 19.999 persone).

## Geografia fisica
La città è situata a 25° 06' 06 N e 78° 51' 02 E.

## Società

### Evoluzione demografica
Al censimento del 2001 la popolazione di Lidhorakhas assommava a 10.668 persone, delle quali 5.528 maschi e 5.140 femmine. I bambini di età inferiore o uguale ai sei anni assommavano a 2.082, dei quali 1.033 maschi e 1.049 femmine. Infine, coloro che erano in grado di saper almeno leggere e scrivere erano 5.103, dei quali 3.297 maschi e 1.806 femmine.